# Melanbogenbrücke
Die Melanbogenbrücke (auch Siegbrücke) ist eine Straßenbrücke über die Sieg zwischen Sankt Augustin-Menden und Troisdorf-Friedrich-Wilhelms-Hütte im Rhein-Sieg-Kreis in Nordrhein-Westfalen. Über sie verläuft die L 143, hier als Siegstraße benannt. Die historische Brückenkonstruktion, zu der auch Vorlandbrücken gehören, verbindet die anliegenden Orte und Gewerbegebiete miteinander wie auch mit dem überregionalen Verkehrsnetz. Die Brücke gilt als bedeutendes Denkmal deutscher Ingenieurbaukunst. Aufgrund von Standsicherheitsmängeln ist dennoch ein Abriss und der Neubau an gleicher Stelle geplant.

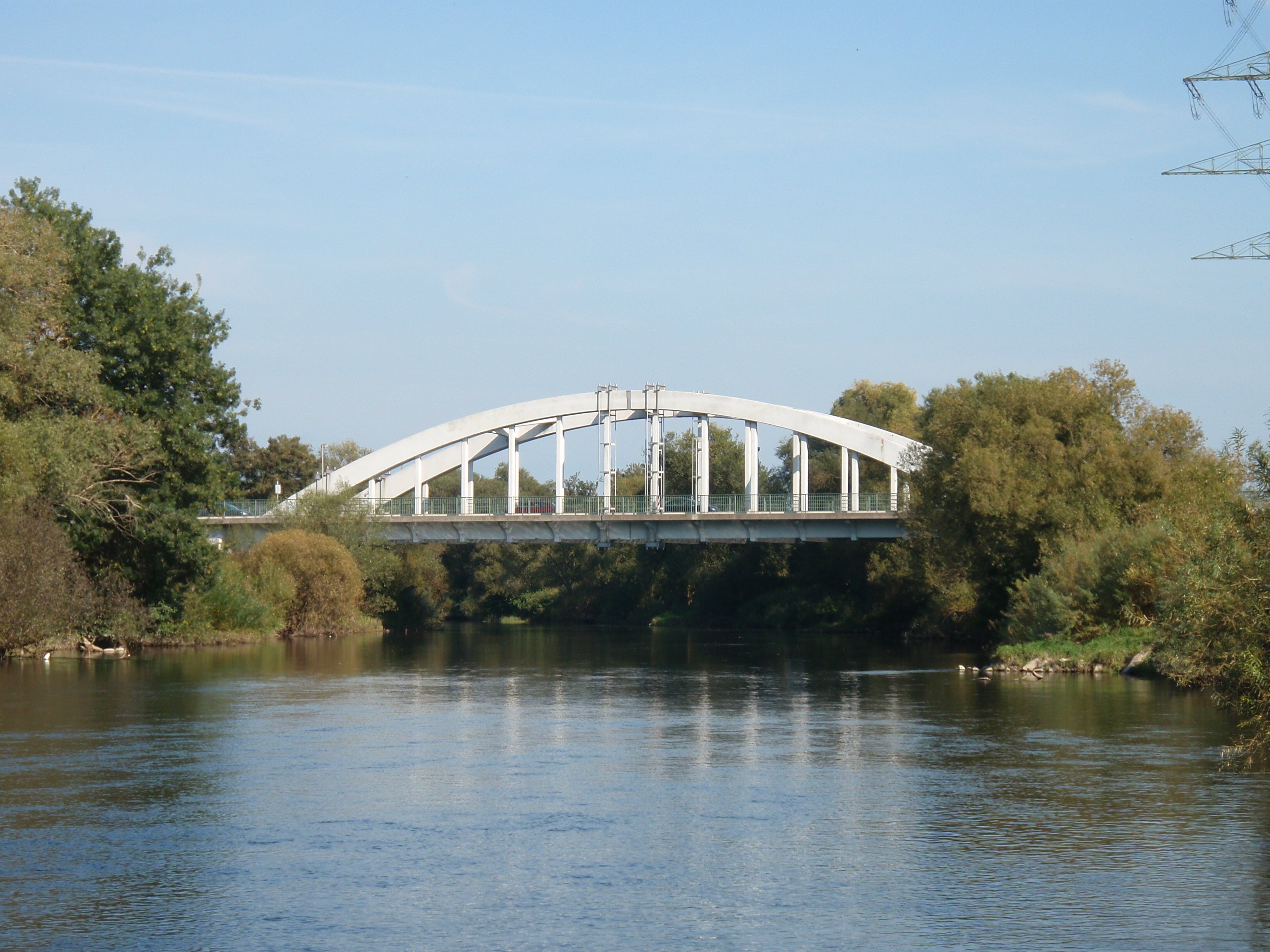
Westseite, 2011

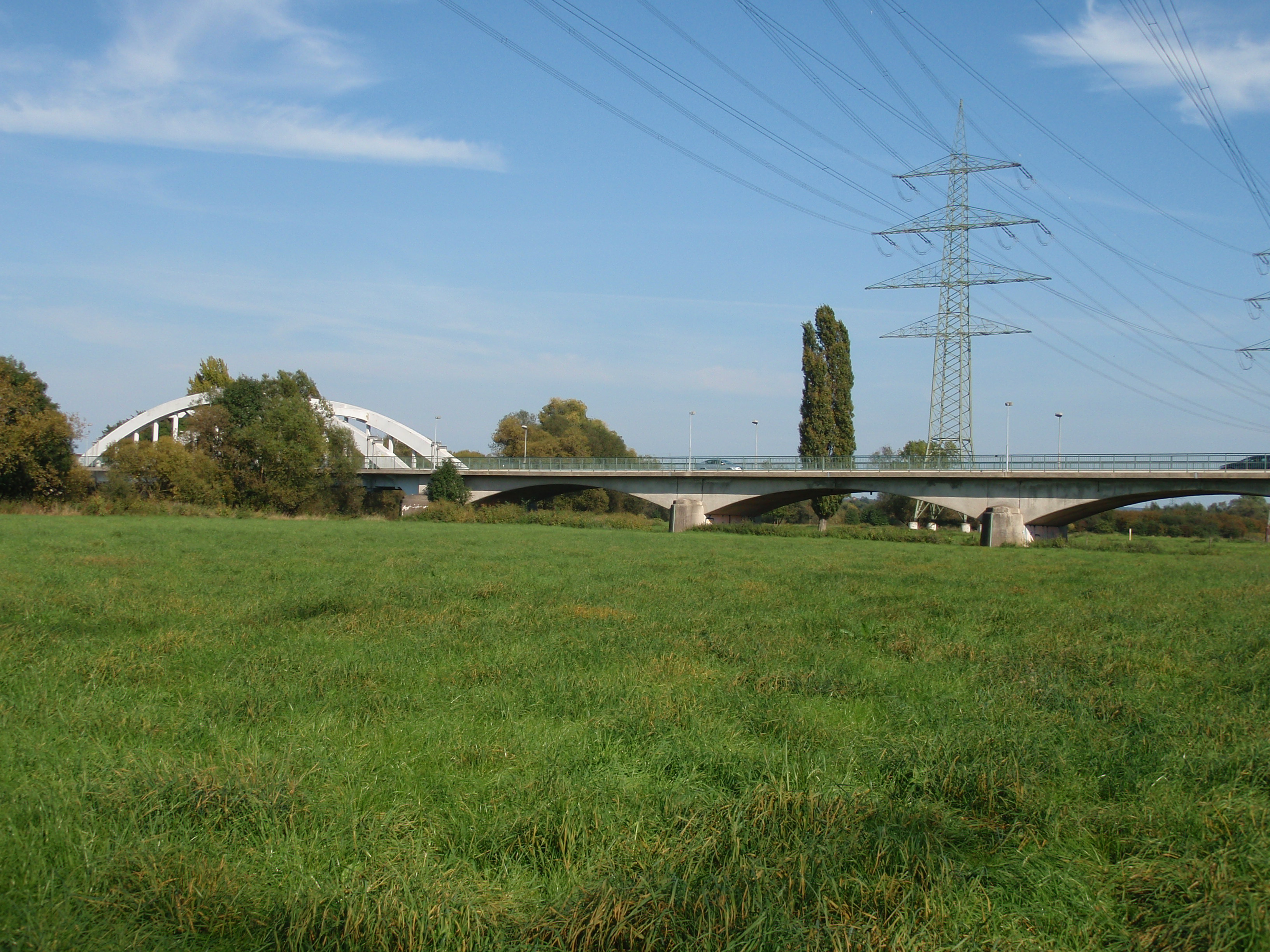
Das Bauwerk mit Strombrücke und der Vorlandbrücke auf der Sankt Augustiner Seite

## Geschichte
Die Betonbogenbrücke wurde in Melan-Bauweise errichtet, die auf ein Patent des österreichischen Bauingenieurs Josef Melan zurückgeht. Diese Schnellbauweise wurde gewählt, um Behinderungen durch Herbst- und Winterhochwasser zu vermeiden. Die Brücke entstand im Zuge der Planung für die Umgehung des Durchgangsverkehrs für Siegburg. Bis dahin verkehrte an der Stelle eine Fähre. Mit dem Bau wurde im Juni 1928 begonnen. Die Betonarbeiten wurden von der Bauunternehmung Hüser & Cie. in Oberkassel durchgeführt; die Stahlkonstruktion lieferte das Werk Sterkrade der Gutehoffnungshütte.
Ungenauigkeiten beim Zeichnen, das Nichtberücksichtigen des Gewichtes der Schalung und das ungleichmäßige Verfüllen des Betons in die Schalung führten zu einem Einsturz der Konstruktion während der Betonarbeiten am 8. Dezember 1928. Dabei kam ein Bauarbeiter ums Leben.
Der 1929 erneut begonnene Brückenbau wurde im selben Jahr erfolgreich abgeschlossen und am 9. November eingeweiht. Im Zweiten Weltkrieg wurde die Brücke teilweise zerstört. Am 16. Oktober 1949 erfolgte nach knapp einjährigem originalgetreuen Wiederaufbau die erneute Einweihung.
Im Jahr 2007 wurde sie unter Denkmalschutz gestellt. Im selben Jahr wurden Überbeanspruchungsmängel an den Hängern des Bogens festgestellt. Es wurden provisorische Verstärkungen (zusätzliche Stahlbügel, gen. „Hosenträger“) eingebaut, um eine vorübergehende Weiternutzung der Brücke durch Pkw- und begrenzten Schwerverkehr sicherzustellen. Für den Schwerlastverkehr über 14 Tonnen wurde sie im Dezember 2006 gesperrt. Bis zur Sperrung überquerten hier täglich rund 700 Lkw von und zu den Industriegebieten Josef-Kitz-Straße und Mendener Straße in Troisdorf die Sieg. Betroffen waren vor allem Zulieferer der Klöckner-Mannstaedt Werke sowie der anliegenden Entsorgungsunternehmen RSAG, Remondis und Suez.

## Konstruktion
Die Brücke überspannt das rund 60 Meter breite Flussbett der Sieg und die sich beidseitig anschließenden Flutgelände. Das Brückenbauwerk hat eine Gesamtlänge von 265 Metern und eine Breite von 10,8 Metern. Es besteht aus drei Abschnitten: sechs Flut- oder Vorland-Bögen im Hochwasserbereich auf der Mendener Seite mit Spannweiten von 20 bis 25 Metern, der Strombrücke über die Sieg mit dem Melanbogen mit 60 Meter Spannweite, sowie einem Flutbogen auf der Troisdorfer Seite mit 20 Meter Spannweite. Der Bogen der Strombrücke ist oberhalb der Fahrbahn, einer profilstahlbewehrten Stahl-Beton-Verbundkonstruktion, gespannt, die mit Betonhängern an diesen angebunden ist. Nach diesem Prinzip wurden nur wenige Melanbogenbrücken gebaut, eine weitere befindet sich im ehemaligen Arnau an der Oberelbe. Die Flutbögen sind als Dreigelenkbögen mit Fahrbahnplatte ausgeführt.

## Neubau
Aufgrund technischer Schwierigkeiten, die Melanbogenkonstruktion zu sanieren, beschlossen Behörden und Politik an Stelle der alten Brücke einen Neubau, vermutlich in Form einer Stabbogenbrücke, also mit einer optisch ähnlichen Konstruktion. Trotz Denkmalschutzes wurde im Jahr 2012 eine Abrissgenehmigung erteilt. Eine Alternative, die einen Erhalt als Fußgänger- und Fahrradbrücke bei gleichzeitigem Neubau einer Straßenbrücke vorsah, wurde aus Kostengründen verworfen. Der Baubeginn für die neue Brücke wurde bereits mehrfach verschoben, Ende 2021 wurde mit Beginn der Arbeiten im Jahr 2025 und einer Fertigstellung 2028 gerechnet. Alleine der Abriss wird, aller Voraussicht nach, vier bis sechs Monate in Anspruch nehmen. Während der Bauzeit von zweieinhalb bis drei Jahren wird der Übergang komplett gesperrt und der Verkehr über die Siegbrücke der B 56 geleitet werden.